# Carole Fréchette
Carole Fréchette (Mont-real, Quebec, 26 de juliol de 1949) és una dramaturga novel·lista, i actriu teatral quebequesa.
Formada com a actriu a l'Escola Nacional de Teatre del Canadà, l'autora comença a escriure peces dramàtiques als anys 80.
Ha editat una quinzena d'obres, entre les quals destaquen Les quatre morts de Maria, La pell d'Elisa, Els set dies de Simon Labrosse, El collaret d'Helena, Pense en Yu i Small talk.
La seua obra teatral s'ha traduït a una vintena de llengües i s'ha representat en els cinc continents.

## Biografia
Nascuda a Mont-real al 1949, Carole Fréchette estudia a l'Escola Nacional de Teatre del Canadà des del 1970 per convertir-se en actriu. Cofundadora de l'agrupació feminista Theatre des Cuisines, en la dècada dels vuitanta abandona l'actuació per la dramatúrgia. Guanyadora d'alguns premis entre els quals destaquen Siminovitch en teatre, el premi més important en dramatúrgia del Canadà, és hui una de les autores teatrals quebequeses més conegudes a l'estranger, tot i que també ha escrit novel·la juvenil, com Carme en fuga menor i Do de Dolors. Als darrers anys es dedica a assessorar autors joves i dona conferències i tallers.

### Teatre
- Baby Blues, 1989.
- Les quatre morts de Maria, 1998.
- La pell d'Elisa, 1998.
- Els set dies de Simon Labrosse, 1999.
- El collaret d'Helena, 2002.
- Violeta sobre la terra, 2002.
- Jean i Beatrice, 2002.
- Route 1 (peça curta), 2004.
- La posa (peça curta), 2007.
- La petita habitació a la part alta de l'escala, 2008.
- Assassí en sèrie i altres peces curtes, 2008.
- Pense en Yu, 2012
- Entrefilet, 2012.
- Small talk, 2014

### Novel·la
- Portrait de Doris en jeune fille, 1987.
- Carme en fuga menor, 1996.
- Do de Dolors, 1999.

## Distincions
- 1995 : Premi del Governador General del Canadà per Les quatre morts de Maria[5]
- 1998 : Premi Floyd S. Chalmers per Les quatre morts de Maria (traducció de John Murrell)
- 2002 : Premi de la Francofonia de la Societat d'Autors i Compositors Dramàtics del Canadà
- 2002: Premi Élinore et Lou Siminovitch en teatre
- 2004: Premi Sony Labou Tansi des lycéens per El collaret d'Helena
- 2014: Premi del Governador General del Canadà per Small Talk